# Rivista storica dell'anarchismo
La Rivista storica dell’anarchismo è stato un semestrale pubblicato dalla BFS edizioni della Biblioteca Franco Serantini di Pisa dal 1994 al 2004. La rivista ebbe una larga diffusione internazionale.

## Storia
L’idea della rivista nasce durante un incontro informale di ricercatori e storici italiani tenutosi a Castel Bolognese, a margine di un convegno di studi dedicato ad Armando Borghi, ma il progetto è stato poi accantonato a causa delle difficoltà economiche e organizzative.
Qualche anno dopo il progetto viene ripreso e concretizzato: alla prima riunione nazionale, convocata a Pisa nel marzo 1993, i promotori delineano le caratteristiche portanti della nuova rivista e lo storico Pier Carlo Masini, che nell'occasione festeggia i suoi settantanni, ne suggerisce il titolo. Alla sua creatività, con la collaborazione di Maurizio Antonioli, si deve anche la presentazione del progetto uscita sul primo numero della rivista. Promotore dell'iniziativa fu Franco Bertolucci.
La storia dell’anarchismo non deve essere un oggetto di studio fine a se stesso ma, senza preconcetti ideologici e coerentemente inserita nella storia della società, ma contemplata nella più ampia storia dei conflitti sociali e dei percorsi di opposizione ai meccanismi di potere. La Rivista storica dell'anarchismo è stata l'unico periodico di ambito scientifico in lingua italiana, al termine della seconda metà del XX secolo, ad occuparsi specificatamente della storia dell'anarchia e dei movimenti antiautoritari tra '800 e '900. Da questo punto di vista l'esperienza della rivista è stata nel campo storiografico parte di quella grande tradizione e stagione degli studi sulla genesi e lo sviluppo del moderno movimento operaio e socialista inaugurata nel lontano 1949 dalla rivista «Movimento operaio» (1949-1956) diretta Gianni Bosio, poi proseguita dalla «Rivista storica del socialismo» (1958-1967) diretta Luigi Cortesi e Stefano Merli e, infine, da Primo maggio (1973-1988) del collettivo della Calusca e diretta da Sergio Bologna e poi da Cesare Bermani.
La rivista cessata nel 2004 prosegue idealmente nella collana monografica dei Quaderni della Rivista storica dell'anarchismo in corso di pubblicazione, sempre editi dalla BFS edizioni di Pisa.

## Citazione
Da Pier Carlo Masini
"La Rivista storica dell'anarchismo (e delle culture libertarie), [...] non sarà una rivista celebrativa, o peggio auto celebrativa, un parco della rimembranza, ma un osservatorio a 360°, nell'ampiezza della collaborazione e delle tematiche, senza apriorismi ideologici, fossero pure quelli dell'anarchismo stesso. Quelle che scriveremo saranno spesso pagine di critica e di rivendicazione - storiografica s'intende - dalla parte dei vinti ed evitando accuratamente il vittimismo tipico e auto consolatorio delle minoranze. 
[...] Non si può fare la storia dell'anarchismo senza fare contestualmente la storia delle sue antitesi, cioè delle archie politiche, economiche, burocratiche, militari, ecclesiastiche, accademiche, mass mediali e delle loro contraddizioni. [...] Da qui la necessità di una storiografia globale, attenta all'oggetto specifico della ricerca, ma anche alla società tutta intera in cui quell'oggetto si muove"

## Comitati
Il comitato scientifico fu inizialmente composto da Maurizio Antonioli, Nico Berti, Franco Bertolucci, Bruno Bongiovanni, Adriana Dadà, Franco Della Peruta, Luigi Di Lembo, Antonio Donno, Lorenzo Gestri, Mirella Lolli Larizza, Pier Carlo Masini, Stefano Merli, Enzo Santarelli, Fiorenza Tarozzi, Claudio Venza. Poco si aggiunse Umberto Sereni e successivamente Giorgio Mangini ed Ettore Cinnella nel 1999 e Santi Fedele, Pasquale Iuso e Giorgio Sacchetti nel 2002.
Del comitato di redazione fecero parte: Furio Biagini, Alberto Ciampi, Giuseppe Galzerano, Giampiero Landi, Natale Musarra, Massimo Ortalli, Italino Rossi, Giorgio Sacchetti, Armando Sestani e Marcello Zane.

### Recensioni
- Maurizio Munda, Presentato il 1° numero della "Rivista storica dell'anarchismo", (Il Tirreno, 21 maggio 1994).
- Alberto Ibba, Oltre le barricate, "Rivista storica dell'anarchismo", (Milano, Rivisteria-librinovi, giugno 1994).
- Geraldina Colotti, L'anarchia informato rivista, (Il Manifesto Quotidiano, 18 ottobre 1996) pp 24.
- Carteggio Viani-D'Annunzio, Due lettere inedite sulla "Rivista storica dell'anarchismo", (Il Tirreno, 31 ottobre 1996).
- Luciano Luciani, Viareggio, Viani, altre cose..., Il nuovo numero della "Rivista storica dell'anarchismo", (Luna Nuova, 15 novembre-15 dicembre 1996).
- Luciano Luciani, Una bella rivista anarchica e pluralista, (Patria Indipendente, 15-28 dicembre 1996) n. 20/21.
- Pagina piene di libertà, (L'Inchiesta, dicembre 2000) n. 12.